# 環境経営
環境経営（かんきょうけいえい）とは経営学用語の一つ。企業が持続的に発展していくために、地球環境と調和した経営を行っていくという概念である。環境問題への対策はコストがかかるものの、長期的な視野を持てば企業の持続的な発展につながるとされている。たとえばISO14000の取得やゼロ・エミッションは環境経営の一つであり、多くの企業では自社の価値を高めるためにこれらに向けた取り組みが行われている。